# 27 floréal
27 germinal 27 prairial
Le septidi 27 floréal, officiellement dénommé jour de la civette, est le 237e jour de l'année du calendrier républicain.
C'était généralement le 16e jour du mois de mai dans le calendrier grégorien.